# Burkhard VII. Münch
Burkhard VII. Münch (auch Bourgeamoine; * unbekannt; † 29. August 1444 vor Basel) war ein Adeliger, der sich dem Zug der Armagnaken gegen die Eidgenossen anschloss. Sein Verhalten als Unterhändler nach der Schlacht bei St. Jakob an der Birs ist Gegenstand der patriotisch gefärbten Geschichtsschreibung der Schweiz.

## Leben
Burkhard war ein Spross der Münch zu Landskron, einer habsburgtreuen Linie des Basler Rittergeschlechtes Münch zu Münchenberg. Sein Geburtsdatum ist nicht bekannt. Er heiratete zuerst Susanna von Hattstatt, in zweiter Ehe wurde Johanna von Thierstein seine Frau. Beide Ehen blieben kinderlos. Burkhard herrschte als Lehensmann des Markgrafen von Hachberg auf der 1313 von seinem Vorfahren Burkhard I. erworbenen Burg Landskron in der heutigen französischen Gemeinde Leymen im Oberelsass. Er war bekannt für seine prohabsburgische, eidgenossenfeindliche Linie. Den Baslern zufolge gehörte er zu den erbitterten Feinden der "Zerstörerin des Adels", wie man die von Zünften dominierte Stadt Basel damals nannte.
Seine Treue zu Habsburg und sein Hass auf Basel führten dazu, dass er sich in den Ausläufern des Alten Zürichkrieges dem Zug der Armagnaken gegen Basel 1444 unter dem Dauphin Ludwig XI. als ortskundiger Führer und Dolmetscher anschloss. Von den Franzosen Bourgeamoine genannt – gemäss dem österreichischen Schreiber Schamdocher den Rang eines "Hauptmanns des Delfins" bekleidend – kommandierte er zuerst die Eroberung, Plünderung und Verwüstung des Birsecks, ehe er an der Schlacht bei St. Jakob an der Birs teilnahm. Dort wurde er, nachdem sich die geschlagenen Eidgenossen im Siechenhaus von St. Jakob an der Birs verschanzt hatten, als der Landessprache Kundiger als Unterhändler geschickt: Die Armagnaken waren des verlustreichen Kampfes müde und wollten den Eidgenossen freien Abzug gewähren. Von diesen gehasst und – wie alle seine Verwandten – von hochtrabendem Gemüte, erlangte Burkhard VII. Münch hier traurigen Ruhm.
Der Legende nach soll Burkhard VII. das Schlachtfeld beritten haben, und angesichts der vielen Toten und Verwundeten konnte er es sich nicht verkneifen, die unterlegenen Eidgenossen zu verhöhnen. Er klappte das Visier hoch und sagte den in der Schweiz berühmt gewordenen Kommentar „Ich siche in ein rossegarten, den min fordren geret hand vor hunderd jar“. Diese Zurschaustellung arroganter Überlegenheit veranlasste einen verwundeten Eidgenossen dazu, dem Ritter einen Stein in das offene Visier zu schleudern, mit dem ebenso bekannten Kommentar „Friss eine deiner Rosen!“.  Schwer verwundet stürzte der Ritter und wurde vermutlich von seinem Pferd vom Schlachtfeld geschleift. Das damit einhergehende Scheitern der Unterhandlungen läutete den Sturm auf das Siechenhaus ein, in dessen Verlauf die Eidgenossen nahezu restlos niedergemacht wurden.
Drei Tage nach der Schlacht erlag Burkhard VII. Münch den durch den Steinwurf verursachten Verletzungen. Sein Erbbegräbnis in Basel wurde ihm verweigert, weswegen man ihn in Neuenburg am Rhein beisetzte. Sein trauriges Ende ist in der Tschachtlanchronik von 1470 bildlich dargestellt: Burkhard VII. Münch wird als vorderster Armagnake dargestellt, mit einem Stein im Gesicht vom Pferd stürzend.
Sein Tod bedeutete das Ende der Linie der Münch zu Landskron, die mit seinem Bruder Johann Münch 1461 erlosch.